# Platylabus altaicus
Platylabus altaicus är en stekelart som beskrevs av Heinrich 1978. Platylabus altaicus ingår i släktet Platylabus och familjen brokparasitsteklar. Inga underarter finns listade i Catalogue of Life.